# Hemicoelus fulvicornis
Hemicoelus fulvicornis là một loài bọ cánh cứng thuộc chi Hemicoelus trong họ Ptinidae.